# Kalpi Ouattara
Kalpi Ouattara, né le 29 décembre 1998 en Côte d'Ivoire, est un footballeur international ivoirien, qui évolue au poste de latéral gauche à l'Östersunds FK.

## Biographie
Avec le club ivoirien de l'ASEC Mimosas, il participe à la Ligue des champions d'Afrique lors de la saison 2018-2019 (huit matchs joués). 
Il reçoit sa première sélection en équipe de Côte d'Ivoire le 12 novembre 2020, contre Madagascar. Ce match gagné 2-1 rentre dans le cadre des éliminatoires de la CAN 2021.

## Statistiques

### En club
| Saison                | Club                  | Championnat           | Championnat | Championnat | Championnat | Coupe(s) nationale(s) | Coupe(s) nationale(s) | Coupe(s) nationale(s) | Compétition(s) continentale(s) | Compétition(s) continentale(s) | Compétition(s) continentale(s) | Compétition(s) continentale(s) | Côte d'Ivoire | Côte d'Ivoire | Côte d'Ivoire | Total | Total | Total |
| Saison                | Club                  | Division              | M.          | B.          | P.d.        | M.                    | B.                    | P.d.                  | Comp.                          | M.                             | B.                             | P.d.                           | M.            | B.            | P.d.          | M.    | B.    | P.d.  |
| 2017-2018             | ASEC Mimosas          | Ligue 1               | -           | -           | -           | -                     | -                     | -                     | CC                             | 3                              | 0                              | 0                              | -             | -             | -             | 3     | 0     | 0     |
| 2018-2019             | ASEC Mimosas          | Ligue 1               | -           | -           | -           | -                     | -                     | -                     | LDC                            | 8                              | 0                              | 0                              | -             | -             | -             | 8     | 0     | 0     |
| Sous-total            | Sous-total            | Sous-total            | -           | -           | -           | -                     | -                     | -                     | -                              | 11                             | 0                              | 0                              | -             | -             | -             | 11    | 0     | 0     |
| 2019                  | Östersunds FK (prêt)  | Allsvenskan           | 7           | 0           | 0           | -                     | -                     | -                     | -                              | -                              | -                              | -                              | -             | -             | -             | 7     | 0     | 0     |
| 2020                  | Östersunds FK         | Allsvenskan           | 26          | 0           | 1           | -                     | -                     | -                     | -                              | -                              | -                              | -                              | 2             | 0             | 0             | 28    | 0     | 1     |
| 2021                  | Östersunds FK         | Allsvenskan           | 1           | 0           | 0           | 4                     | 0                     | 0                     | -                              | -                              | -                              | -                              | 2             | 0             | 0             | 7     | 0     | 0     |
| Sous-total            | Sous-total            | Sous-total            | 34          | 0           | 1           | 4                     | 0                     | 0                     | -                              | -                              | -                              | -                              | 2             | 0             | 0             | 40    | 0     | 1     |
| Total sur la carrière | Total sur la carrière | Total sur la carrière | 34          | 0           | 1           | 4                     | 0                     | 0                     | -                              | -                              | -                              | -                              | 2             | 0             | 0             | 40    | 0     | 1     |

### En sélection nationale
| Saison                | Sélection             | Campagne              | Phases finales | Phases finales | Phases finales | Éliminatoires | Éliminatoires | Éliminatoires | Matchs amicaux | Matchs amicaux | Matchs amicaux | Total | Total | Total |
| Saison                | Sélection             | Campagne              | M              | B              | Pd             | M             | B             | Pd            | M              | B              | Pd             | M     | B     | Pd    |
| --------------------- | --------------------- | --------------------- | -------------- | -------------- | -------------- | ------------- | ------------- | ------------- | -------------- | -------------- | -------------- | ----- | ----- | ----- |
| 2020-2021             | Côte d'Ivoire         | CAN 2021              | -              | -              | -              | 2             | 0             | 0             | 0              | 0              | 0              | 2     | 0     | 0     |
| Total sur la carrière | Total sur la carrière | Total sur la carrière | -              | -              | -              | 2             | 0             | 0             | 0              | 0              | 0              | 2     | 0     | 0     |

### Matchs internationaux
| Matchs internationaux de Kalpi Ouattara | Matchs internationaux de Kalpi Ouattara | Matchs internationaux de Kalpi Ouattara                 | Matchs internationaux de Kalpi Ouattara | Matchs internationaux de Kalpi Ouattara | Matchs internationaux de Kalpi Ouattara | Matchs internationaux de Kalpi Ouattara                    |
| #                                       | Date                                    | Lieu                                                    | Adversaire                              | Résultat                                | Compétition                             | Notes                                                      |
| --------------------------------------- | --------------------------------------- | ------------------------------------------------------- | --------------------------------------- | --------------------------------------- | --------------------------------------- | ---------------------------------------------------------- |
| 1                                       | 12 novembre 2020                        | Stade olympique Ebimpé, Abidjan, Côte d'Ivoire          | Madagascar                              | 2 - 1                                   | Qualifications à la CAN 2021            | Entre en jeu à la place de Maxwel Cornet à la 79e minute.  |
| 2                                       | 17 novembre 2020                        | Stade municipal de Mahamasina, Antananarivo, Madagascar | Madagascar                              | 1 - 1                                   | Qualifications à la CAN 2021            | Entre en jeu à la place de Wilfried Kanon à la 74e minute. |

## Palmarès
Vierge